# Entrenador antiasfixia Act+Fast
El Entrenador antiasfixia Act+Fast, también conocido como “Chaleco de entrenamiento de rescate por asfixia”, es un dispositivo de simulación fabricado por Act+Fast LLC, una empresa con sede en California. Ayuda a practicar técnicas de rescate por asfixia y se utiliza principalmente en el manejo básico de las vías respiratorias para enseñar protocolos de rescate por asfixia, compresiones abdominales (maniobra de Heimlich) y el método de palmada en la espalda. El entrenador antiasfixia se exhibió en la EMS Expo 2008 en Las Vegas, Nevada.

## Origen
En 2008, Timothy Adams, un anestesiólogo, se ofreció como voluntario para ayudar a capacitar a los Boy Scouts que trabajaban en sus insignias al mérito en primeros auxilios. Durante la capacitación, el Dr. Adams tenía formas limitadas de demostrar la maniobra de Heimlich, por lo que creó un dispositivo de enseñanza práctica con suministros de quirófano. Fruto de esta experiencia nació el Entrenador antiasfixia Act+Fast. Luego se implementó en clases de RCP, hospitales, y escuelas.

## Operación

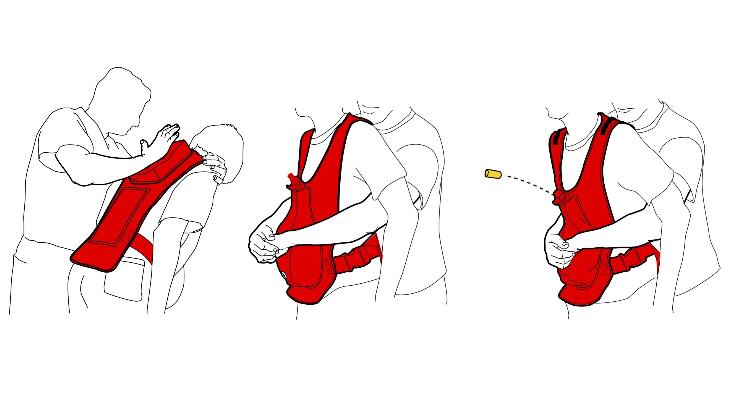
Entrenador antiasfixia Act+Fast en acción.

El entrenador antiasfixia se usa como chaleco para simular el alivio de una obstrucción. El chaleco se desliza sobre la cabeza del usuario y se asegura con una hebilla a cada lado. Delante del chaleco hay un bolsillo de neopreno con una cámara de aire de plástico que descansa en el área entre el ombligo y la caja torácica del usuario. En la parte superior de la vejiga hay una vía respiratoria rígida con una abertura que apunta hacia arriba y en dirección opuesta a la cara del usuario. Se coloca un tapón de espuma en las vías respiratorias para simular una obstrucción de las vías respiratorias por cuerpo extraño (FBAO). Cuando se realiza la técnica adecuada, el tapón de espuma se lanza al aire, proporcionando retroalimentación inmediata. El entrenador anti asfixia también incluye una almohadilla trasera de espuma para palmadas en la espalda, según lo recomendado por el Consejo de Resucitación del Reino Unido. El Entrenador antiasfixia permite a los usuarios practicar los protocolos de rescate por asfixia del Consejo Europeo de Reanimación, el Consejo Nacional de Seguridad y los Movimientos Internacionales de la Cruz Roja y de la Media Luna Roja en todo el mundo.

## Recepción y Reconocimiento.
Vendido a través de distribuidores en todo el mundo, el entrenador antiasfixia se utiliza en escuelas,departamentos de bomberos, grupos de rescate y en clases de capacitación en RCP.
En 2009, el entrenador antiasfixia fue nombrado por el Journal of Emergency Medicine como uno de los 30 productos más innovadores en la 27ª edición anual de EMS Today.